# Chrysotus diversus
Chrysotus diversus är en tvåvingeart som beskrevs av Octave Parent 1933. Chrysotus diversus ingår i släktet Chrysotus och familjen styltflugor. Inga underarter finns listade i Catalogue of Life.